# Хмельовець (Словаччина)
Хмельовець або Хмельовец (словац. Chmeľovec) — село в Словаччині, Пряшівському окрузі Пряшівського краю.
Вперше згадується у 1251 році.
В селі є римо-католицький костел з 1784 року, перебудований у 1922 році, протестантський костел з 1 половини 13 століття, перебудований на початку 20 століття та садиба з 2 половини 18 століття, перебудована в 2 половині 19 століття.

## Географія
Розташоване в східній частині Словаччини, в південній частині Низьких Бескидів на лівосторонніх притоках Довгого потока. Протікає річка Трстянка.

## Населення
| Рік:            | 1994. | 2004.   | 2014.   | 2024.   |
| --------------- | ----- | ------- | ------- | ------- |
| Кількість осіб: | 402   | 436     | 442     | 466     |
| Різниця:        |       | +8,45 % | +1,37 % | +5,42 % |

| Рік:            | 2023. | 2024.   |
| --------------- | ----- | ------- |
| Кількість осіб: | 451   | 466     |
| Різниця:        |       | +3,32 % |

В селі проживає 436 осіб.
Національний склад населення (за даними останнього перепису населення — 2001 року):
- словаки — 100,0 %.

Склад населення за приналежністю до релігії станом на 2001 рік:
- римо-католики — 81,67 %,
- протестанти — 15,24 %,
- греко-католики — 2,86 %,
- не вважають себе віруючими або не належать до жодної вищезгаданої церкви — 0,24 %.